# 31e Ryūō (shogi) 2017-2018
«Édition précédente (30)
31e Ryūō
Édition suivante (32)»

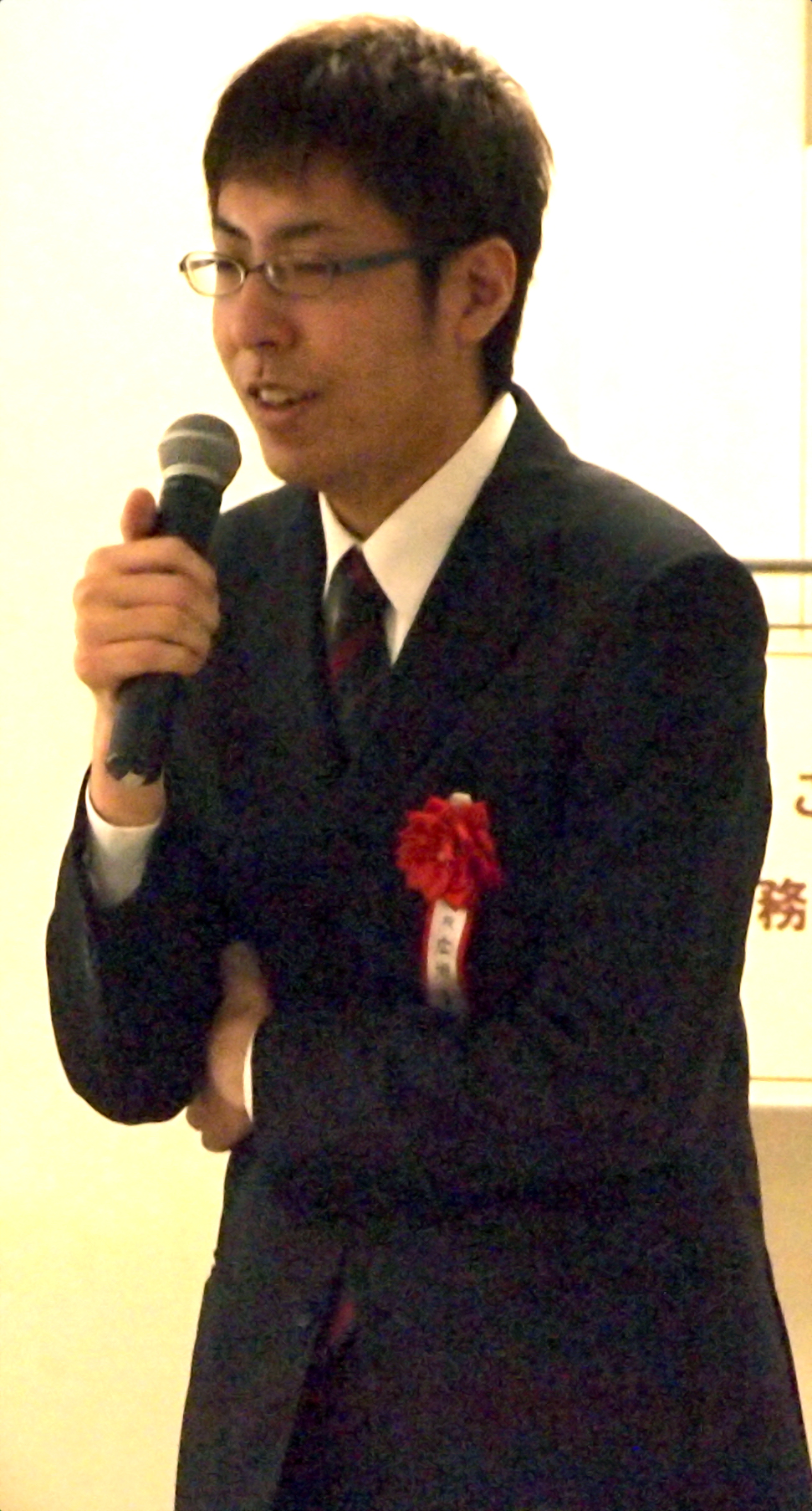
Akihito Hirose, le vainqueur du tournoi.

Le 31e Ryūō est une compétition de shogi organisée au Japon entre 2017 et 2018 et compte pour la saison 2017-2018.

## Ryuosen Nana-Ban Shobu
Le Championnat Ryūō oppose dans un match en 7 parties le Roi Dragon Yoshiharu Habu au vainqueur du tournoi des candidats Akihito Hirose.
En cas de victoire Yoshiharu Habu aurait remporté son centième titre majeur, mais sa défaite fait que pour la première fois en 27 ans Yoshiharu Habu n'en possède plus aucun.
| Partie | Date          | Sente          | Sente     | Né en | Gote           | Gote      | Né en | Habu | Hirose | Lieu        |
| ------ | ------------- | -------------- | --------- | ----- | -------------- | --------- | ----- | ---- | ------ | ----------- |
| 1      | 11-12/10 2018 | Yoshiharu Habu | 羽生 善治 | 1970  | Akihito Hirose | 広瀬 章人 | 1987  | 1    | 0      | Tokyo       |
| 2      | 23-24/10 2018 | Akihito Hirose | 広瀬 章人 | 1987  | Yoshiharu Habu | 羽生 善治 | 1970  | 2    | 0      | Fukutsu     |
| 3      | 1-2/11 2018   | Yoshiharu Habu | 羽生 善治 | 1970  | Akihito Hirose | 広瀬 章人 | 1987  | 2    | 1      | Kashima     |
| 4      | 24-25/11 2018 | Akihito Hirose | 広瀬 章人 | 1987  | Yoshiharu Habu | 羽生 善治 | 1970  | 2    | 2      | Fukushiyama |
| 5      | 4-5/12 2018   | Yoshiharu Habu | 羽生 善治 | 1970  | Akihito Hirose | 広瀬 章人 | 1987  | 3    | 2      | Nanao       |
| 6      | 12-13/12 2018 | Akihito Hirose | 広瀬 章人 | 1987  | Yoshiharu Habu | 羽生 善治 | 1970  | 3    | 3      | Ibusuki     |
| 7      | 20-21/12 2018 | Akihito Hirose | 広瀬 章人 | 1987  | Yoshiharu Habu | 羽生 善治 | 1970  | 3    | 4      | Shimonoseki |

## Kessho Tonamento (Tournoi des Candidats)
Ce tournoi a opposé 11 joueurs.
- 5 issus de la classe 1 Hirose, Toyoshima, Matsuo, Kubo, Y.Sato
- 2 issus de la classe 2 Miura, Fukaura
- 1 issu de la classe 3 Chiba
- 1 issu de la classe 4 Goda
- 1 issu de la classe 5 S.Fujii
- 1 issu de la classe 6 Tonari

Les deux finalistes se sont affrontés dans un match en 3 parties.

### Finale des Candidats
La finale des candidats a opposé dans un match en trois parties Akihito Hirose et Koichi Fukaura.
- Akihito Hirose a remporté le match par deux victoires à une et est donc devenu le challenger du Roi Dragon Yoshiharu Habu.

| Partie | Date       | Sente          | Sente     | Né en | Gote           | Gote      | Né en | Hirose | Fukaura | Lieu |
| ------ | ---------- | -------------- | --------- | ----- | -------------- | --------- | ----- | ------ | ------- | ---- |
| 1      | 14/08 2018 | Koichi Fukaura | 深浦 康市 | 1972  | Akihito Hirose | 広瀬 章人 | 1987  | 0      | 1       |      |
| 2      | 27/08 2018 | Akihito Hirose | 広瀬 章人 | 1987  | Koichi Fukaura | 深浦 康市 | 1972  | 1      | 1       |      |
| 3      | 06/09 2018 | Akihito Hirose | 広瀬 章人 | 1987  | Koichi Fukaura | 深浦 康市 | 1972  | 2      | 1       |      |

### Tableau Principal
Les deux finalistes s'affrontent dans un match en trois parties.
- Koichi Fukaura
- Akihito Hirose

| 1er Classe 1 | Akihito Hirose 広瀬 章人 1987     | Akihito Hirose 広瀬 章人 1987     | Akihito Hirose 広瀬 章人 1987     | Akihito Hirose 広瀬 章人 1987     | Akihito Hirose 広瀬 章人 1987            | Akihito Hirose 広瀬 章人 Kubo - Hirose 0-1 31/07/2018   |
| 4e Classe 1  | Toshihaki Kubo 久保 利明 1975     | Toshihaki Kubo 久保 利明 1975     | Toshihaki Kubo 久保 利明 1975     | Toshihaki Kubo 久保 利明 1975     | Toshihaki Kubo 久保 利明 Kubo - Goda 1-0 | Akihito Hirose 広瀬 章人 Kubo - Hirose 0-1 31/07/2018   |
| 5e Classe 1  | Yasumitsu Sato 佐藤 康光 1969     | Yasumitsu Sato 佐藤 康光 1969     | Yasumitsu Sato 佐藤 康光 1969     | Masataka Goda 郷田 真隆           | Toshihaki Kubo 久保 利明 Kubo - Goda 1-0 | Akihito Hirose 広瀬 章人 Kubo - Hirose 0-1 31/07/2018   |
| 1er Classe 4 | Masataka Goda 郷田 真隆 1971      | Masataka Goda 郷田 真隆 1971      | Masataka Goda 郷田 真隆           | Masataka Goda 郷田 真隆           | Toshihaki Kubo 久保 利明 Kubo - Goda 1-0 | Akihito Hirose 広瀬 章人 Kubo - Hirose 0-1 31/07/2018   |
| 1er Classe 5 | Sota Fujii 藤井 聡太 2002         | Sota Fujii 藤井 聡太              | Masataka Goda 郷田 真隆           | Masataka Goda 郷田 真隆           | Toshihaki Kubo 久保 利明 Kubo - Goda 1-0 | Akihito Hirose 広瀬 章人 Kubo - Hirose 0-1 31/07/2018   |
| 1er Classe 6 | Ryuma Tonari 都成 竜馬 1990       | Sota Fujii 藤井 聡太              | Masataka Goda 郷田 真隆           | Masataka Goda 郷田 真隆           | Toshihaki Kubo 久保 利明 Kubo - Goda 1-0 | Akihito Hirose 広瀬 章人 Kubo - Hirose 0-1 31/07/2018   |
| 3e Classe 1  | Ayumu Matsuo 松尾 歩 1980         | Ayumu Matsuo 松尾 歩 1980         | Ayumu Matsuo 松尾 歩 1980         | Ayumu Matsuo 松尾 歩 1980         | Hiroyuki Miura 三浦浩幸                  | Koichi Fukaura 深浦 康市 Miura - Fukaura 0-1 30/07/2018 |
| 1er Classe 2 | Hiroyuki Miura 三浦浩幸 1973      | Hiroyuki Miura 三浦浩幸 1973      | Hiroyuki Miura 三浦浩幸 1973      | Hiroyuki Miura 三浦浩幸 1973      | Hiroyuki Miura 三浦浩幸                  | Koichi Fukaura 深浦 康市 Miura - Fukaura 0-1 30/07/2018 |
| 2e Classe 2  | Koichi Fukaura 深浦 康市 1972     | Koichi Fukaura 深浦 康市 1972     | Koichi Fukaura 深浦 康市 1972     | Koichi Fukaura 深浦 康市          | Koichi Fukaura 深浦 康市                 | Koichi Fukaura 深浦 康市 Miura - Fukaura 0-1 30/07/2018 |
| 1er Classe 3 | Sakio Chiba 千葉 幸生 1979        | Sakio Chiba 千葉 幸生 1979        | Sakio Chiba 千葉 幸生 1979        | Koichi Fukaura 深浦 康市          | Koichi Fukaura 深浦 康市                 | Koichi Fukaura 深浦 康市 Miura - Fukaura 0-1 30/07/2018 |
| 2e Classe 1  | Masayuki Toyoshima 豊島 将之 1990 | Masayuki Toyoshima 豊島 将之 1990 | Masayuki Toyoshima 豊島 将之 1990 | Masayuki Toyoshima 豊島 将之 1990 | Koichi Fukaura 深浦 康市                 | Koichi Fukaura 深浦 康市 Miura - Fukaura 0-1 30/07/2018 |

## Classe 1 Rankingu-sen 1-kumi
Ce tournoi a opposé 16 joueurs dans un tableau à élimination directe.

### Rankingusen
Les deux premiers sont qualifiés pour le Kessho tonamento.
- Akihito Hirose 広瀬章人
- Masayuki Toyoshima 豊島 将之

Les deux éliminés des demi-finales disputent le 3-iketteisen.
- Akira Inaba
- Ayumu Matsuo

Les 4 éliminés des quarts de finale dispute le 4-iketteisen.
- Akira Watanabe
- Toshiki Kubo
- Tadahisa Maruyama
- Nobuyuki Yashiki

Les 8 éliminés du premier tour dispute le 5-iketteisen.
Mikio Takahashi, Kenjiro Abe, Tetsuro Itodani, Takeshi Fujii, Takeya Nagase, Chikara Akutsu, Yasumitsu Sato et Masataka Goda.
| Akira Watanabe 渡辺明 1984        | Akira Watanabe 渡辺明        | Akira Inaba 稲葉陽           | Akihito Hirose 広瀬章人      | Akihito Hirose 広瀬章人 |
| Michio Takahashi 高橋道雄 1960    | Akira Watanabe 渡辺明        | Akira Inaba 稲葉陽           | Akihito Hirose 広瀬章人      | Akihito Hirose 広瀬章人 |
| Akira Inaba 稲葉陽 1988           | Akira Inaba 稲葉陽           | Akira Inaba 稲葉陽           | Akihito Hirose 広瀬章人      | Akihito Hirose 広瀬章人 |
| Kenjiro Abe 阿部健治郎 1989       | Akira Inaba 稲葉陽           | Akira Inaba 稲葉陽           | Akihito Hirose 広瀬章人      | Akihito Hirose 広瀬章人 |
| Tetsuro Itodani 糸谷哲郎 1988     | Akihito Hirose 広瀬章人      | Akihito Hirose 広瀬章人      | Akihito Hirose 広瀬章人      | Akihito Hirose 広瀬章人 |
| Akihito Hirose 広瀬章人 1987      | Akihito Hirose 広瀬章人      | Akihito Hirose 広瀬章人      | Akihito Hirose 広瀬章人      | Akihito Hirose 広瀬章人 |
| Takeshi Fujii 藤井 猛 1970        | Toshihaki Kubo 久保 利明     | Akihito Hirose 広瀬章人      | Akihito Hirose 広瀬章人      | Akihito Hirose 広瀬章人 |
| Toshihaki Kubo 久保 利明 1975     | Toshihaki Kubo 久保 利明     | Akihito Hirose 広瀬章人      | Akihito Hirose 広瀬章人      | Akihito Hirose 広瀬章人 |
| Tadahisa Maruyama 丸山 忠久 1970  | Tadahisa Maruyama 丸山 忠久  | Masayuki Toyoshima 豊島 将之 | Masayuki Toyoshima 豊島 将之 | Akihito Hirose 広瀬章人 |
| Takuya Nagase 永瀬拓矢 1992       | Tadahisa Maruyama 丸山 忠久  | Masayuki Toyoshima 豊島 将之 | Masayuki Toyoshima 豊島 将之 | Akihito Hirose 広瀬章人 |
| Masayuki Toyoshima 豊島 将之 1990 | Masayuki Toyoshima 豊島 将之 | Masayuki Toyoshima 豊島 将之 | Masayuki Toyoshima 豊島 将之 | Akihito Hirose 広瀬章人 |
| Chikara Akutsu 阿久津 主税 1982   | Masayuki Toyoshima 豊島 将之 | Masayuki Toyoshima 豊島 将之 | Masayuki Toyoshima 豊島 将之 | Akihito Hirose 広瀬章人 |
| Nobuyuki Yashiki 屋敷 伸之 1992   | Nobuyuki Yashiki 屋敷 伸之   | Ayumu Matsuo 松尾歩          | Masayuki Toyoshima 豊島 将之 | Akihito Hirose 広瀬章人 |
| Yasumitsu Sato 佐藤 康光 1969     | Nobuyuki Yashiki 屋敷 伸之   | Ayumu Matsuo 松尾歩          | Masayuki Toyoshima 豊島 将之 | Akihito Hirose 広瀬章人 |
| Masataka Goda 郷田 真隆 1971      | Ayumu Matsuo 松尾歩          | Ayumu Matsuo 松尾歩          | Masayuki Toyoshima 豊島 将之 | Akihito Hirose 広瀬章人 |
| Ayumu Matsuo 松尾歩 1980          | Ayumu Matsuo 松尾歩          | Ayumu Matsuo 松尾歩          | Masayuki Toyoshima 豊島 将之 | Akihito Hirose 広瀬章人 |

### 3-Iketteisen
Le vainqueur est qualifié pour le Kessho tonamento.
- Ayumu Matsuo 松尾歩

| Akira Inaba 稲葉陽 1988  | Ayumu Matsuo 松尾歩 |
| Ayumu Matsuo 松尾歩 1980 | Ayumu Matsuo 松尾歩 |

### 4-Iketteisen
Le vainqueur est qualifié pour le Kessho tonamento.
- Toshihaki Kubo 久保 利明

| Akira Watanabe 渡辺明 1984       | Toshihaki Kubo 久保 利明    | Toshihaki Kubo 久保 利明 |
| Toshihaki Kubo 久保 利明 1975    | Toshihaki Kubo 久保 利明    | Toshihaki Kubo 久保 利明 |
| Tadahisa Maruyama 丸山 忠久 1970 | Tadahisa Maruyama 丸山 忠久 | Toshihaki Kubo 久保 利明 |
| Nobuyuki Yashiki 屋敷 伸之 1992  | Tadahisa Maruyama 丸山 忠久 | Toshihaki Kubo 久保 利明 |

### 5-Iketteisen
Le vainqueur est qualifié pour le Kessho tonamento.
- Yasumitsu Sato 佐藤 康光

Les quatre derniers sont relégués en classe 2.
- Michio Takahashi 高橋道雄
- Takeshi Fujii 藤井 猛
- Chikara Akutsu 阿久津 主税
- Masataka Goda 郷田 真隆

| Michio Takahashi 高橋道雄 1960  | Kenjiro Abe 阿部健治郎   | Tetsuro Itodani 糸谷哲郎 | Yasumitsu Sato 佐藤 康光 |
| Kenjiro Abe 阿部健治郎 1989     | Kenjiro Abe 阿部健治郎   | Tetsuro Itodani 糸谷哲郎 | Yasumitsu Sato 佐藤 康光 |
| Tetsuro Itodani 糸谷哲郎 1988   | Tetsuro Itodani 糸谷哲郎 | Tetsuro Itodani 糸谷哲郎 | Yasumitsu Sato 佐藤 康光 |
| Takeshi Fujii 藤井 猛 1970      | Tetsuro Itodani 糸谷哲郎 | Tetsuro Itodani 糸谷哲郎 | Yasumitsu Sato 佐藤 康光 |
| Takuya Nagase 永瀬拓矢 1992     | Takuya Nagase 永瀬拓矢   | Yasumitsu Sato 佐藤 康光 | Yasumitsu Sato 佐藤 康光 |
| Chikara Akutsu 阿久津 主税 1982 | Takuya Nagase 永瀬拓矢   | Yasumitsu Sato 佐藤 康光 | Yasumitsu Sato 佐藤 康光 |
| Yasumitsu Sato 佐藤 康光 1969   | Yasumitsu Sato 佐藤 康光 | Yasumitsu Sato 佐藤 康光 | Yasumitsu Sato 佐藤 康光 |
| Masataka Goda 郷田 真隆 1971    | Yasumitsu Sato 佐藤 康光 | Yasumitsu Sato 佐藤 康光 | Yasumitsu Sato 佐藤 康光 |

## Classe 2 Rankingu-sen 2-kumi

### Rankingu-sen
Ce tournoi a rassemblé 16 joueurs.
Les deux premiers sont qualifiés pour le Kessho Tonamento (tournoi final) et sont promus en classe 1.
- Hiroyuki Miura
- Koichi Fukaura

| Hiroyuki Miura 三浦浩幸 1973     | Hiroyuki Miura 三浦浩幸 1973     | Hiroyuki Miura 三浦浩幸 1973     | Hiroyuki Miura 三浦浩幸 1973  | Hiroyuki Miura 三浦浩幸 1973 |
| Tadashi Ōishi 大石直嗣 1989      | Hiroyuki Miura 三浦浩幸 1973     | Hiroyuki Miura 三浦浩幸 1973     | Hiroyuki Miura 三浦浩幸 1973  | Hiroyuki Miura 三浦浩幸 1973 |
| Hiroshi Kobayashi 小林裕士 1976  | Hiroshi Kobayashi 小林裕士 1976  | Hiroyuki Miura 三浦浩幸 1973     | Hiroyuki Miura 三浦浩幸 1973  | Hiroyuki Miura 三浦浩幸 1973 |
| Kazuki Kimura 木村一基 1973      | Hiroshi Kobayashi 小林裕士 1976  | Hiroyuki Miura 三浦浩幸 1973     | Hiroyuki Miura 三浦浩幸 1973  | Hiroyuki Miura 三浦浩幸 1973 |
| Masataka Sugimoto 杉本昌隆 1968  | Toshiyuki Moriuchi 森内俊之 1970 | Takayuki Yamazaki 山崎隆之 1981  | Hiroyuki Miura 三浦浩幸 1973  | Hiroyuki Miura 三浦浩幸 1973 |
| Toshiyuki Moriuchi 森内俊之 1970 | Toshiyuki Moriuchi 森内俊之 1970 | Takayuki Yamazaki 山崎隆之 1981  | Hiroyuki Miura 三浦浩幸 1973  | Hiroyuki Miura 三浦浩幸 1973 |
| Yasuaki Murayama 村山慈明 1984   | Takayuki Yamazaki 山崎隆之 1981  | Takayuki Yamazaki 山崎隆之 1981  | Hiroyuki Miura 三浦浩幸 1973  | Hiroyuki Miura 三浦浩幸 1973 |
| Takayuki Yamazaki 山崎隆之 1981  | Takayuki Yamazaki 山崎隆之 1981  | Takayuki Yamazaki 山崎隆之 1981  | Hiroyuki Miura 三浦浩幸 1973  | Hiroyuki Miura 三浦浩幸 1973 |
| Amahiko Sato 佐藤天彦 1988       | Amahiko Sato 佐藤天彦 1988       | Takanori Hashimoto 橋本崇載 1983 | Koichi Fukaura 深浦 康市 1972 | Hiroyuki Miura 三浦浩幸 1973 |
| Mamoru Hatakeyama 畠山鎮 1969    | Amahiko Sato 佐藤天彦 1988       | Takanori Hashimoto 橋本崇載 1983 | Koichi Fukaura 深浦 康市 1972 | Hiroyuki Miura 三浦浩幸 1973 |
| Shingo Sawada 澤田真吾 1991      | Takanori Hashimoto 橋本崇載 1983 | Takanori Hashimoto 橋本崇載 1983 | Koichi Fukaura 深浦 康市 1972 | Hiroyuki Miura 三浦浩幸 1973 |
| Takanori Hashimoto 橋本崇載 1983 | Takanori Hashimoto 橋本崇載 1983 | Takanori Hashimoto 橋本崇載 1983 | Koichi Fukaura 深浦 康市 1972 | Hiroyuki Miura 三浦浩幸 1973 |
| Keiichi Sanada 真田圭一 1972     | Eiji Iijima 飯島栄治 1979        | Koichi Fukaura 深浦 康市 1972    | Koichi Fukaura 深浦 康市 1972 | Hiroyuki Miura 三浦浩幸 1973 |
| Eiji Iijima 飯島栄治 1979        | Eiji Iijima 飯島栄治 1979        | Koichi Fukaura 深浦 康市 1972    | Koichi Fukaura 深浦 康市 1972 | Hiroyuki Miura 三浦浩幸 1973 |
| Kazutoshi Sato 佐藤和俊 1978     | Koichi Fukaura 深浦 康市 1972    | Koichi Fukaura 深浦 康市 1972    | Koichi Fukaura 深浦 康市 1972 | Hiroyuki Miura 三浦浩幸 1973 |
| Koichi Fukaura 深浦 康市 1972    | Koichi Fukaura 深浦 康市 1972    | Koichi Fukaura 深浦 康市 1972    | Koichi Fukaura 深浦 康市 1972 | Hiroyuki Miura 三浦浩幸 1973 |

### Shokyu-sha Ketteisen
Bataille pour la promotion :
Les deux premiers sont promus en classe 1.
- Kazuki Kimura
- Takayuki Yamazaki

Les perdants du premier tour relégué en Classe 3.
- Tadashi Oishi
- Masataka Sugimoto
- Mamoru Hatakeyama
- Keiichi Sanada

| Takanori Hashimoto 橋本崇載 1983 | Takanori Hashimoto 橋本崇載 1983 | Takanori Hashimoto 橋本崇載 1983 | Takanori Hashimoto 橋本崇載 1983 | Kazuki Kimura 木村一基 1973     |
| Toshiyuki Moriuchi 森内俊之 1970 | Toshiyuki Moriuchi 森内俊之 1970 | Kazuki Kimura 木村一基 1973      | Kazuki Kimura 木村一基 1973      | Kazuki Kimura 木村一基 1973     |
| Tadashi Oishi 大石直嗣 1989      | Kazuki Kimura 木村一基 1973      | Kazuki Kimura 木村一基 1973      | Kazuki Kimura 木村一基 1973      | Kazuki Kimura 木村一基 1973     |
| Kazuki Kimura 木村一基 1973      | Kazuki Kimura 木村一基 1973      | Kazuki Kimura 木村一基 1973      | Kazuki Kimura 木村一基 1973      | Kazuki Kimura 木村一基 1973     |
| Hiroshi Kobayashi 小林裕士 1976  | Hiroshi Kobayashi 小林裕士 1976  | Yasuaki Murayama 村山慈明 1984   | Kazuki Kimura 木村一基 1973      | Kazuki Kimura 木村一基 1973     |
| Masataka Sugimoto 杉本昌隆 1968  | Yasuaki Murayama 村山慈明 1984   | Yasuaki Murayama 村山慈明 1984   | Kazuki Kimura 木村一基 1973      | Kazuki Kimura 木村一基 1973     |
| Yasuaki Murayama 村山慈明 1984   | Yasuaki Murayama 村山慈明 1984   | Yasuaki Murayama 村山慈明 1984   | Kazuki Kimura 木村一基 1973      | Kazuki Kimura 木村一基 1973     |
| Takayuki Yamazaki 山崎隆之 1981  | Takayuki Yamazaki 山崎隆之 1981  | Takayuki Yamazaki 山崎隆之 1981  | Takayuki Yamazaki 山崎隆之 1981  | Takayuki Yamazaki 山崎隆之 1981 |
| Eiji Iijima 飯島栄治 1979        | Eiji Iijima 飯島栄治 1979        | Shingo Sawada 澤田真吾 1991      | Amahiko Sato 佐藤天彦 1988       | Takayuki Yamazaki 山崎隆之 1981 |
| Mamoru Hatakeyama 畠山鎮 1969    | Shingo Sawada 澤田真吾 1991      | Shingo Sawada 澤田真吾 1991      | Amahiko Sato 佐藤天彦 1988       | Takayuki Yamazaki 山崎隆之 1981 |
| Shingo Sawada 澤田真吾 1991      | Shingo Sawada 澤田真吾 1991      | Shingo Sawada 澤田真吾 1991      | Amahiko Sato 佐藤天彦 1988       | Takayuki Yamazaki 山崎隆之 1981 |
| Amahiko Sato 佐藤天彦 1988       | Amahiko Sato 佐藤天彦 1988       | Amahiko Sato 佐藤天彦 1988       | Amahiko Sato 佐藤天彦 1988       | Takayuki Yamazaki 山崎隆之 1981 |
| Keiichi Sanada 真田圭一 1972     | Kazutoshi Sato 佐藤和俊 1978     | Amahiko Sato 佐藤天彦 1988       | Amahiko Sato 佐藤天彦 1988       | Takayuki Yamazaki 山崎隆之 1981 |
| Kazutoshi Sato 佐藤和俊 1978     | Kazutoshi Sato 佐藤和俊 1978     | Amahiko Sato 佐藤天彦 1988       | Amahiko Sato 佐藤天彦 1988       | Takayuki Yamazaki 山崎隆之 1981 |

## Classe 3 Rankingu-sen 3-kumi

### Rankingu-sen
Ce tournoi a opposé 16 joueurs.
Le vainqueur est qualifie pour le Kessho tonamento.
- Sakio Chiba

Les deux premiers sont promus en classe 2.
- Sakio Chiba
- Shintaro Saito

| Hisachi Namekata 行方尚史 1973   | Hiroki Iizuka 飯塚祐紀 1969      | Hiroki Iizuka 飯塚祐紀 1969    | Sakio Chiba 千葉幸生 1979      | Sakio Chiba 千葉幸生 1979 |
| Hiroki Iizuka 飯塚祐紀 1969      | Hiroki Iizuka 飯塚祐紀 1969      | Hiroki Iizuka 飯塚祐紀 1969    | Sakio Chiba 千葉幸生 1979      | Sakio Chiba 千葉幸生 1979 |
| Akira Shima 島朗 1963            | Daisuke Suzuki 鈴木大介 1974     | Hiroki Iizuka 飯塚祐紀 1969    | Sakio Chiba 千葉幸生 1979      | Sakio Chiba 千葉幸生 1979 |
| Shinya Sato 佐藤紳哉 1977        | Daisuke Suzuki 鈴木大介 1974     | Hiroki Iizuka 飯塚祐紀 1969    | Sakio Chiba 千葉幸生 1979      | Sakio Chiba 千葉幸生 1979 |
| Makoto Chuza 中座真 1970         | Sakio Chiba 千葉幸生 1979        | Sakio Chiba 千葉幸生 1979      | Sakio Chiba 千葉幸生 1979      | Sakio Chiba 千葉幸生 1979 |
| Sakio Chiba 千葉幸生 1979        | Sakio Chiba 千葉幸生 1979        | Sakio Chiba 千葉幸生 1979      | Sakio Chiba 千葉幸生 1979      | Sakio Chiba 千葉幸生 1979 |
| Taku Morishita 森下卓 1966       | Daisuke Suzuki 鈴木大介 1974     | Sakio Chiba 千葉幸生 1979      | Sakio Chiba 千葉幸生 1979      | Sakio Chiba 千葉幸生 1979 |
| Daisuke Suzuki 鈴木大介 1974     | Daisuke Suzuki 鈴木大介 1974     | Sakio Chiba 千葉幸生 1979      | Sakio Chiba 千葉幸生 1979      | Sakio Chiba 千葉幸生 1979 |
| Taichi Nakamura 中村太地 1988    | Yuki Sasaki 佐々木勇気 1994      | Yuki Sasaki 佐々木勇気 1994    | Shintaro Saito 斎藤慎太郎 1993 | Sakio Chiba 千葉幸生 1979 |
| Yuki Sasaki 佐々木勇気 1994      | Yuki Sasaki 佐々木勇気 1994      | Yuki Sasaki 佐々木勇気 1994    | Shintaro Saito 斎藤慎太郎 1993 | Sakio Chiba 千葉幸生 1979 |
| Hirotaka Nozuki 野月浩貴 1973    | Kensuke Kitahama 北浜健介 1972   | Yuki Sasaki 佐々木勇気 1994    | Shintaro Saito 斎藤慎太郎 1993 | Sakio Chiba 千葉幸生 1979 |
| Kensuke Kitahama 北浜健介 1972   | Kensuke Kitahama 北浜健介 1972   | Yuki Sasaki 佐々木勇気 1994    | Shintaro Saito 斎藤慎太郎 1993 | Sakio Chiba 千葉幸生 1979 |
| Hiroaki Yokoyama 横山泰明 1980   | Shintaro Saito 斎藤慎太郎 1993   | Shintaro Saito 斎藤慎太郎 1993 | Shintaro Saito 斎藤慎太郎 1993 | Sakio Chiba 千葉幸生 1979 |
| Shintaro Saito 斎藤慎太郎 1993   | Shintaro Saito 斎藤慎太郎 1993   | Shintaro Saito 斎藤慎太郎 1993 | Shintaro Saito 斎藤慎太郎 1993 | Sakio Chiba 千葉幸生 1979 |
| Kazuhiro Nishikawa 西川和宏 1986 | Kazuhiro Nishikawa 西川和宏 1986 | Shintaro Saito 斎藤慎太郎 1993 | Shintaro Saito 斎藤慎太郎 1993 | Sakio Chiba 千葉幸生 1979 |
| Takuma Oikawa 及川拓馬 1987      | Kazuhiro Nishikawa 西川和宏 1986 | Shintaro Saito 斎藤慎太郎 1993 | Shintaro Saito 斎藤慎太郎 1993 | Sakio Chiba 千葉幸生 1979 |

### Shokyu-sha Ketteisen
Bataille pour la promotion :
Les deux premiers sont promus en classe 2.
- Yūki Sasaki
- Kazuhiro Nishikawa

Les perdants du premier tour relégué en classe 4.
- Akira Shima
- Taku Morishita
- Hirotaka Nozuki
- Takuma Oikawa

| Yuki Sasaki 佐々木勇気 1992      | Yuki Sasaki 佐々木勇気 1992      | Yuki Sasaki 佐々木勇気 1992      | Yuki Sasaki 佐々木勇気 1992      | Yuki Sasaki 佐々木勇気 1992      |
| Daisuke Susuki 鈴木大介 1974     | Daisuke Susuki 鈴木大介 1974     | Hisachi Namekata 行方尚史 1973   | Makoto Chuza 中座真              | Yuki Sasaki 佐々木勇気 1992      |
| Hisachi Namekata 行方尚史 1973   | Hisachi Namekata 行方尚史 1973   | Hisachi Namekata 行方尚史 1973   | Makoto Chuza 中座真              | Yuki Sasaki 佐々木勇気 1992      |
| Akira Shima 島朗 1963            | Hisachi Namekata 行方尚史 1973   | Hisachi Namekata 行方尚史 1973   | Makoto Chuza 中座真              | Yuki Sasaki 佐々木勇気 1992      |
| Shinya Sato 佐藤紳哉 1977        | Shinya Sato 佐藤紳哉 1977        | Makoto Chuza 中座真              | Makoto Chuza 中座真              | Yuki Sasaki 佐々木勇気 1992      |
| Makoto Chuza 中座真              | Makoto Chuza 中座真              | Makoto Chuza 中座真              | Makoto Chuza 中座真              | Yuki Sasaki 佐々木勇気 1992      |
| Taku Morishita 森下卓 1966       | Makoto Chuza 中座真              | Makoto Chuza 中座真              | Makoto Chuza 中座真              | Yuki Sasaki 佐々木勇気 1992      |
| Hiroki Iizuka 飯塚祐紀 1969      | Hiroki Iizuka 飯塚祐紀 1969      | Hiroki Iizuka 飯塚祐紀 1969      | Hiroki Iizuka 飯塚祐紀 1969      | Kazuhiro Nishikawa 西川和宏 1986 |
| Kazuhiro Nishikawa 西川和宏 1986 | Kazuhiro Nishikawa 西川和宏 1986 | Kazuhiro Nishikawa 西川和宏 1986 | Kazuhiro Nishikawa 西川和宏 1986 | Kazuhiro Nishikawa 西川和宏 1986 |
| Taichi Nakamura 中村太地 1988    | Taichi Nakamura 中村太地 1988    | Kazuhiro Nishikawa 西川和宏 1986 | Kazuhiro Nishikawa 西川和宏 1986 | Kazuhiro Nishikawa 西川和宏 1986 |
| Hirotaka Nozuki 野月浩貴 1973    | Taichi Nakamura 中村太地 1988    | Kazuhiro Nishikawa 西川和宏 1986 | Kazuhiro Nishikawa 西川和宏 1986 | Kazuhiro Nishikawa 西川和宏 1986 |
| Kensuke Kitahama 北浜健介 1972   | Kensuke Kitahama 北浜健介 1972   | Hiroaki Yokoyama 横山泰明 1980   | Kazuhiro Nishikawa 西川和宏 1986 | Kazuhiro Nishikawa 西川和宏 1986 |
| Hiroaki Yokoyama 横山泰明 1980   | Hiroaki Yokoyama 横山泰明 1980   | Hiroaki Yokoyama 横山泰明 1980   | Kazuhiro Nishikawa 西川和宏 1986 | Kazuhiro Nishikawa 西川和宏 1986 |
| Takuma Oikawa 及川拓馬 1987      | Hiroaki Yokoyama 横山泰明 1980   | Hiroaki Yokoyama 横山泰明 1980   | Kazuhiro Nishikawa 西川和宏 1986 | Kazuhiro Nishikawa 西川和宏 1986 |

## Liste des parties
1. ↑  (ja) « Yoshiharu Habu vs Akihito Hirose  "Kakugawari koshikake gin" 31e Ryuo Nanaban Shobu 1re Partie », 将棋DB2,‎ 11 octobre 2018 (lire en ligne, consulté le 14 novembre 2018)
2. ↑  (ja) « Akihito Hirose vs. Yoshiharu Habu 31e Ryuo Nanaban Shobu 2e Partie », 将棋DB2,‎ 23 octobre 2018 (lire en ligne, consulté le 14 novembre 2018)
3. ↑  (ja) « Yoshiharu Habu vs. Akihito Hirose "Kakugawari koshikake gin" 31 Ryuo Nana-ban Shobu 3e partie », 将棋DB2,‎ 1er novembre 2018 (lire en ligne, consulté le 14 novembre 2018)
4. ↑  « Akihito Hirose vs Yoshiharu Habu 31e Ryuo Nanaban Shobu 4e Partie », sur live.shogi.or.jp, 25 novembre 2018 (consulté le 27 novembre 2018)
5. ↑  (ja) « Akihito Hirose vs Yoshiharu Habu "yokofudori" 31e Ryuo, Nanaban Shobu, Partie 6 », sur 将棋DB2,‎ 12 décembre 2018 (consulté le 15 janvier 2019)
6. ↑  (ja) « Akihito Hirose vs Yoshiharu Habu "kakugawari kashikake gin" 31e Ryuo, Nanaban shobu, Partie 7 », sur 将棋DB2 (consulté le 15 janvier 2019)
7. ↑  (ja) « Koichi Fukaura vs.Akihito Hirose "Yagura" 31e Ryuo finale du Kessho Tonamento 1re partie », 将棋DB 21e partie,‎ 14 août 2018 (lire en ligne, consulté le 11 novembre 2018).
8. ↑  (ja) « .Akihito Hirose vs Koichi Fukaura   "Yagura" 31e Ryuo finale du Kessho Tonamento 2e partie », 将棋DB2,‎ 27 août 2018 (lire en ligne, consulté le 14 novembre 2018)
9. ↑  (ja) « Akihito Hirose vs Koichi Fukaura "Ai ibisha" 31e Ryuo Finale du Kessho tonamento 3e partie », 将棋DB2,‎ 6 septembre 2018 (lire en ligne, consulté le 14 novembre 2018)